# Агнета Фелтскуг
Осе Агнета Фелтскуг (на шведски: Åse Agnet(h)a Fältskog), или само Агнета, е шведска поп-певица. Основно е известна като една от двете вокалистки на АББА, но има почти същия брой по-малко известни самостоятелни албуми.

## Биография
Родена е на 5 април 1950 г. в Йоншьопинг като Åse Agneta, но впоследствие в хода на кариерата си решава да добави към името си буквата „h“ – Agnetha.
Започва да пее 15-годишна, когато се присъединява към групата на Бенгт Енгхарст (Bengt Engharts). Написва за групата песента „Jag var så kär“ („Аз бях толкова влюбена“), която заема първо място в шведските класации през 1967 г.
От 1968 до 1971 г. създава на шведски четири самостоятелни албума и един сборен албум през 1973 г. Петият самостоятелен албум е замислен още през 1973 г., но е издаден едва през 1975 г. поради бременността ѝ и успеха на АББА.
Среща Бьорн Улвеус за първи път през май 1969 г. на снимките на телевизионно предаване, посветено на попмузиката. Те изпяват три песни: „Titta in I Min Lilla Kajuta“ (Поглед в моята малка хижичка), „Nu Ska Vi Vara Snälla“ („Сега трябва да сме внимателни“), and „Vårkänslor (Ja, De’ Ä Våren)“ („Пролетна треска (Да, пролетта е тук)“).
През 1972 г. заедно с Бьорн Улвеус, Бени Андершон и Ани-Фрид Люнгста основават АББА и до 1982 г. издават 8 студийни и 8 сборни албума, което ги прави най-успешната скандинавска група (до момента).
През 1980 г. (още преди разпадането на АББА) записва на шведски коледен албум с дъщеря си Линда, а през 1987 г. записва още един със сина си Кристиан. През 80-те записва още 3 самостоятелни албума на английски, а през 2004 г. излиза от изолацията си с издаването на последния си албум.
Омъжва се за бъдещия си партньор в АББА, Бьорн Улвеус, но се развежда с него малко преди разпадането на групата. Има две деца от този брак: Линда и Кристиан, с които записва по един албум след развода си.

## Солова дискография

### Шведски албуми
- Agnetha Fältskog (1968)
- Agnetha Fältskog vol. 2 (1969)
- Som jag är (How I am) (1970)
- När en vacker tanke blir en sång (When a Beautiful Thought Becomes a Song) (1971)
- Elva kvinnor i ett hus (Eleven Women in a House) (1975)
- Nu tändas tusen juleljus (lit. Now Be Lit a Thousand Christmas Candles) (1980, with Linda Ulvaeus)
- Kom följ med i vår karusell (Come Ride on Our Merry-go-round) (1987, with Christian Ulvaeus)

### Английски албуми
- Wrap Your Arms Around Me (1983) UK #18
- Eyes of a Woman (1985) UK #38
- I Stand Alone (1987) UK #72
- My Colouring Book (2004) UK #12

### Сингли
- „Never Again“ (1982) SW #2, GE #37, FR #44 NL #18 Chile #1 NO #5
- „The Heat Is On“ (1983) UK #35, SW #1, GE #20, FR #10 NL #2 DEN #1 NO #1
- „Wrap Your Arms Around Me“ (1983) UK #44, GE #30 NL #3 BE #1
- „Can't Shake Loose“ (1983) UK #63, US #29, FR #42, AUS #76
- „It's So Nice To Be Rich“ (1984) (Swedish release) SW #8
- „I Won't Let You Go“ (1985) UK #84, SW #6, GE #24 NL #12
- „One Way Love“ (1985)
- „The Way You Are“ (Duet with Ola Håkansson) (1986) SW #1
- „The Last Time“ (1987/1988) UK #77, GE #49
- „I Wasn't the One (Who Said Goodbye)“ (Duet with Peter Cetera (1988) (North-American release) US #93 CAN #93 US AC #19 CAN AC #21
- „Let It Shine“ (1988) DNC
- „The Queen Of Hearts“ (1998) SW #53
- „If I Thought You'd Ever Change Your Mind“ (2004) UK #11, SW #2, EU #17
- „When You Walk in the Room“ (2004) UK #34, SW #11, EU #53

### Компилации
- Agnetha Fältskogs bästa (1973)
- Tio år med Agnetha (1979)
- Teamtoppen 1 (1985)
- Sjung denna sång (1986)
- Agnetha Collection (1986)
- Geh' Mit Gott (1994)
- My Love, My Life (1996)
- Svensktoppar (1998)
- That's Me (1998)